# Łódzkie Towarzystwo Muzyczne im. Karola Szymanowskiego
Łódzkie Towarzystwo Muzyczne im. Karola Szymanowskiego (dawn. Łódzkie Towarzystwo Muzyczne) – stowarzyszenie kulturalne w Łodzi, zajmujące się propagowaniem kultury muzycznej.

## Historia
Idea powstania Łódzkiego Towarzystwa Muzycznego (ŁTM) pojawiła się w 1885, niemniej powstało ono dopiero w 1898. Jego pierwszym prezesem został fabrykant – Henryk Grohman, dyrektorem artystycznym zaś uczyniono pianistę – Henryka Melcera. Działalność ŁTM skupiała się na urządzaniu odczytów, organizacji wieczorów muzycznych. Ponadto towarzystwo na co dzień zajmowało się prowadzeniem szkoły muzycznej, biblioteki muzycznej, działalności wydawniczej oraz organizowało konkursy. W 1899 Wacław Grudziński założył Kwartet Łódzkiego Towarzystwa Muzycznego, w którego zmieniającym się składzie występowali m.in.: B. Ginsberg, Herman Seideman – altówka, Julian Birnbaum, R. Szulc.
W 1904 do ŁTM należało ponad 400 członków, miało 50 osobową orkiestrę symfoniczną oraz chór. W 1939 działalność ŁTM została przerwana w wyniku wybuchu II wojny światowej. Organizacja została reaktywowana w 1958 z inicjatywy K. Dębskiego, Cz. Glubińskiego, A. Hundziaka i E. Dulskiego. Karol Szymanowski został patronem stowarzyszenia w 1968.
Po reaktywacji towarzystwo zajmuje się organizacją konkursów, festiwali, odczytów i wystaw, a także prowadzeniem przedszkola muzycznego, jednocześnie zrzeszając muzyków, pedagogów i wielbicieli muzyki. Od 1988 organizuje Festiwal „Muzyka w Starym Klasztorze” w Łagiewnikach, od 1992 – Międzynarodowy Festiwal Organowy „Muzyka u Świętej Teresy”, a od 1996 – Festiwal „Lato z muzyką” w Grotnikach. Zajmuje się także działalnością dydaktyczną (prowadzi przedszkole muzyczne). Do ŁTM należy 100 członków.
Łódzkie Towarzystwo Muzyczne im. Karola Szymanowskiego zostało nagrodzone 2-krotnie medalem Ministra Kultury i Sztuki (1983 i 1997) oraz odznaką „Za Zasługi dla Miasta Łodzi” (1999).

### Konkurs im. Karola Szymanowskiego
Od 1983 ŁTM organizuje w Łodzi konkursy im. Karola Szymanowskiego. Pierwsza edycja konkursu miała charakter ogólnopolski i była rozgrywana wyłącznie w dyscyplinie fortepianu. Kolejny konkurs odbył się w 1987 i obejmował już 3 dyscypliny: fortepian, śpiew solowy i kwartet smyczkowy. Trzeci z konkursów zorganizowano w 1992 – miał charakter międzynarodowy. Edycje w latach: 1997, 2001, 2005 odbywały się wyłącznie w 2 kategoriach, fortepianu oraz skrzypiec.

#### Nagrodzeni
1983
- I nagroda: Mariola Cieniawa

1987
- I nagroda (fortepian) – nie przyznano
- I nagroda (śpiew solowy) – Zofia Kilanowicz
- I nagroda (kwartet smyczkowy) – nie przyznano

1992
- I nagroda (fortepian) – nie przyznano
- I nagroda (skrzypce) – nie przyznano

1997
- I nagroda (fortepian) – Masako Ezaki
- I nagroda (skrzypce)- Gieorgui Vassilenko

2001
- I nagroda (fortepian) – Pavel Raikerous
- I nagroda (skrzypce) – Anna Maria Staśkiewicz

2005
- I nagroda (fortepian) – nie przyznano
- II nagroda (fortepian) – Zlata Chochieva(inne języki)
- III nagroda (fortepian) – Piotr Szychowski, Dmitry Vlasjuk
- I nagroda (skrzypce) – Bartosz Zachłod
- II nagroda (skrzypce) – Wojciech Koprowski, Maciej Łabecki[7].

## Prezesi
- Zenon Hodor (1958–1970)
- Andrzej Hundziak (1970–1971),
- Kazimierz Dębski (1971–1973),
- Andrzej Hundziak (1973- 1974),
- Józef Karol Lasocki (1974–1982),
- Kazimierz Dębski (1983–1987)
- Zbigniew Lasocki (1987–)[8].